# Odontoretha featheri
Odontoretha featheri là một loài bướm đêm trong họ Noctuidae.